# Asiamericana
Asiamericana asiatica is een theropode dinosauriër, wellicht behorend tot de Maniraptora, die tijdens het late Krijt leefde in het gebied van het huidige Oezbekistan.
In 1989 meldde de Russische paleontoloog Lew Nesow de vondst van theropode tanden op de Dzjarakoedoek II-vindplaats. Die schreef hij toe aan Spinosauridae.
In 1995 benoemde en beschreef Nesow de typesoort Asiamericana asiatica. De geslachtsnaam verwijst naar het feit dat deze Aziatische tanden lijken op een tand, specimen AMNH 8113, welke in Noord-Amerika gevonden was. De soortaanduiding beklemtoont dan dat ze de Aziatische tak vormen van zulke vondsten.
De syntypen zijn N 460/12457, een tand, en N 12457, een partij van twee tanden. Ze zijn gevonden in een laag van de Bissektiformatie die dateert uit het middelste tot laatste Turonien.
In 1995 twijfelde Nesow sterk over de identiteit van de tanden. Ze waren volgens hem mogelijk van spinosauriden maar zouden ook afkomstig kunnen zijn van Saurodontidae, een groep basale vissen waarvan de sterk op die van Archosauria lijkende tanden al veel foute identificaties hebben veroorzaakt. In 2008 stelde Eric Buffetaut dat het zeker om saurodontide tanden ging.
In 2013 en 2019 echter stelden Hans-Dieter Sues en Alexandr Awerianow dat de tandvorm sterk leek op die van Richardoestesia, een geslacht van vermoedelijk de Dromaeosauridae dat voornamelijk ook van tanden bekend is. Ze hernoemden de soort in 2013 tot Richardoestesia asiaticus — de naam werd in 2019 geëmendeerd tot Richardoestesia asiatica — en concludeerden dat de tandvorm niet te onderscheiden viel van de tweede benoemde soort van het geslacht Richardoestesia, Richardoestesia isocles. Die laatste soort zou een nomen dubium zijn. Daarnaast wezen ze 236 verdere tanden uit Oezbekistan aan Richardoestesia asiatica toe, waaronder exemplaren die vrijwel zeker van dromaeosauride herkomst zijn. Zulke tanden werden al in 1997 uit de Bissekti onderkend.
De tanden zijn zeer langwerpig. Ze hebben geen kartelingen op de voorste snijrand maar wel zeer fijne denticula, zes per strekkende millimeter, op de achterste snijrand, wat Buffetaut ontgaan was.
In 1995 werd Asiamericana onder voorbehoud in de Spinosauridae geplaatst. Dat past slecht bij de beperkte omvang en geringe ouderdom. In 2013 en 2019 beperkte men zich voorzichtigheidshalve tot een Theropoda incertae sedis.